# Ruisseau de Sainte-Hélène

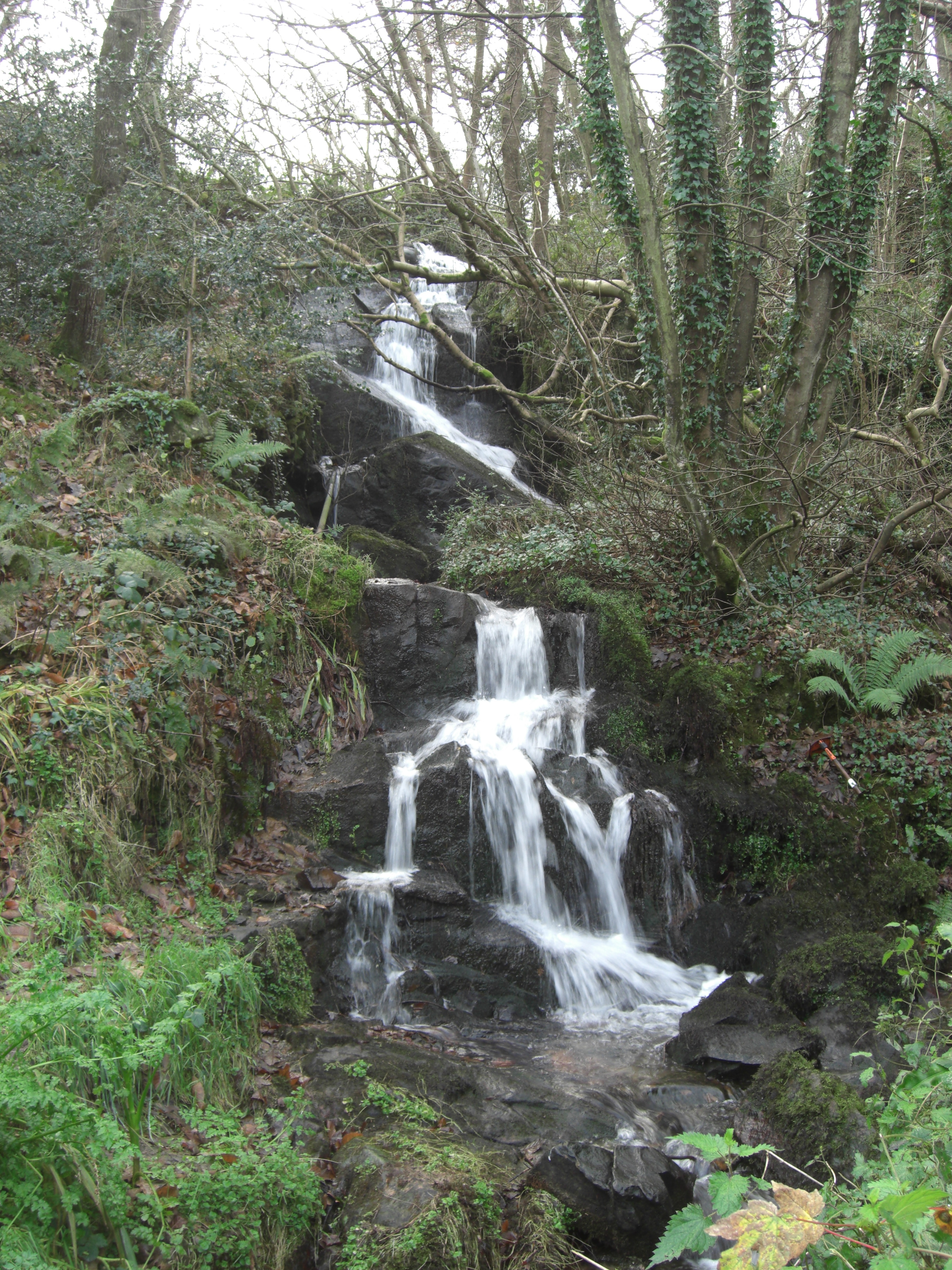
La Sainte-Hélène à la cascade de la Brasserie, à Digulleville.

Le ruisseau de Sainte-Hélène est un fleuve côtier de la Manche. Il se jette dans l'Anse Saint-Martin. Le Grand Bel est son principal affluent.

## Communes traversées
Le ruisseau de Sainte-Hélène traverse deux communes déléguées, à savoir Digulleville et Omonville-la-Petite, dont il forme les limites administratives d'au-dessous de l'Etang paysan, à la mer.

## Pollution de l'eau
Le cours d'eau prend naissance à proximité immédiate du centre de stockage de la Manche (CSM) et il a été de ce fait l'objet en 1976 d'une pollution au tritium, dont les effets, très mineurs, se font encore sentir. En 2014, l'Association pour le contrôle de la radioactivité dans l'Ouest y a relevé la présence de transuraniens provenant de l'usine de traitement de la Hague.